# Вишнуджана Свами
Вишнуджа́на Сва́ми (IAST: Viṣṇujana Svāmī; имя при рождении — Марк Стивен Д'Aтилло англ. Mark Stephen D'Atillo; 2 июня 1948, Сан-Хосе, Калифорния — 1976, Аллахабад, Уттар-Прадеш) — кришнаитский религиозный деятель, проповедник, музыкант. Ученик Бхактиведанты Свами Прабхупады.

## Биография

### Юность
Марк Стивен Д'Aтилло родился 2 июня 1948 года в Сан-Хосе, Калифорния, США в набожной итальянской семье. Получив традиционное католическое образование, он с раннего детства проявил интерес к музыке и научился играть на гитаре.
В 1966 году, возрасте семнадцати лет, он оставил школу и вместе со своей подругой переехал в Сан-Франциско, в Хэйт-Эшбери, район, в то время являвшийся центром движения хиппи. Ему были интересны музыка, психоделические вещества, каббала, мистицизм, астрология, таро и восточная философия. В это время Марк создал музыкальную группу, участники которой репетировали в подвале. На жизнь он зарабатывал продажей на улицах сделанных собственноручно флейт. Марк любил посещать собрания каббалы, а по вечерам участвовать в процессиях хиппи вокруг Хэйт-Эшбери и танцевать со свечами в парке. Он носил длинные волнистые волосы и часто рядился в халат еврейского мистика.

### Встреча с кришнаитами
В 1966 году двое кришнаитов остановились в комнате на нижнем этаже дома, где жил Марк с подругой и они впервые попробовали вегетарианскую духовную пищу прасад. Вместе со своим другом Томасом, Марк периодически жил в общине хиппи «Ранчо Утренняя звезда» недалеко от Сан-Франциско, где посещал музыкальные медитации вокруг вечернего костра, в которых часто пели «Харе Кришна». Вскоре Марк впервые посетил основанный учениками Бхактиведанты Свами Прабхупады храм Радха-Кришны, который располагался на 518 Фредерик Стрит. В том же году Марк женился и у него родилась дочь. Марк сам принимал роды распевая «Харе Кришна». В том же году он ушёл из группы играющей психоделическую музыку, которая впоследствии получила известность как «Jefferson Airplane».
В 1967 году у Марка начались серьёзные духовные искания. Он часто посещал различные медитативные группы, начал регулярно приходить в храм Радха-Кришны и вскоре вместе с близким другом Томасом переехал в него и стал послушником.

### Посвящение у Бхактиведанты Свами Прабхупады
24 марта 1968 года Бхактиведанта Свами Прабхупада дал духовное посвящение Марку и его другу Томасу, которые к тому времени жили в храме Радха-Кришны в Сан-Франциско около месяца. Ритуал инициации состоялся ранним весенним утром в пасхальное воскресенье. При посвящении, Свами Прабхупада дал своим новым ученикам духовные имена Вишнуджана Даса и Тамала Кришна Даса. Прабхупада вручил чётки, говоря: «Твоё имя — Вишнуджана дас. „Вишнуджана“ означает, тот кто служит преданным Господа. Харе Кришна». В храме раздались одобрительные возгласы новым вайшнавам, и, согласно правилам ритуала, Вишнуджана Даса и Тамала Кришна Даса предложили поклоны своему духовному учителю.

### Музыкальный талант
Весной 1968 года храм Сан-Франциско начал испытывать финансовые трудности. Вишнуджана Даса собирал деньги для поддержания храма продавая собственноручно вырезанные деревянные флейты в деловом центре Сан-Франциско. Он также активно занимался проповеднической деятельностью, часто проводя киртаны, давая лекции и показывая кукольные представления в храме. Его проповедь, так же как и его личные качества открытости и простоты, привлекли много людей.
В апреле 1968 года Вишнуджана с группой других кришнаитов начал проводить воспевание мантры «Харе Кришна» на улицах делового центра Сан-Франциско. Во время этих публичных киртанов, Вишнуджана пел и играл на мриданге. Они стали первой группой кришнаитов, которая начала проводить санкиртану ежедневно не только в храме, но и на улицах города.
В январе 1969 года, находясь в Лос-Анджелесе, Свами Прабхупада регулярно обучал своих учеников всем стандартным бхаджанам вайшнавских ачарьев. Эти песни глубоко тронули сердце Вишнуджаны. Свами Прабхупада, желая поощрить его, предложил дополнительно обучить его игре на фисгармонии. Для каждого бхаджана Прабхупада дал Вишнуджане отдельный урок на фисгармонии.
Видя музыкальный талант Вишнуджаны, Свами Прабхупада однажды дал ему слова песни Нароттамы Дасы Тхакура «Вриндавана-рамья-стхана», и попросил его сочинить приятную мелодию для неё. На следующий день Вишнуджана представил своему духовному учителю мелодию для песни собственного сочинения и спел её для Прабхупады в его комнате. Прабхупаде очень понравился бхаджан, он поблагодарил Вишнуджану за красивую мелодию и попросил его продолжать сочинять новые мелодии для воспевания.
Современники отмечали, что Вишнуджана обладал красивым голосом и мог петь по нескольку часов подряд. Во время экстатичных киртанов, Вишнуджана подолгу играл на мриданге. Ему приходилось надевать перчатки, чтобы защитить свои руки, поскольку после трёх-четырёх часов непрерывной игры они начинали кровоточить. Несмотря на это, он продолжал петь по многу часов в день, ударяя непрерывно по барабану как будто в трансе. Даже когда лил дождь, он продолжал пение на улице и другие кришнаиты пели вместе с ним.

### Проповедь
Во время уличной санкиртаны, периодически Вишнуджана прекращал пение и начинал проповедовать толпе. Большинство кришнаитов по крайней мере некоторое время в день занимались распространением журнала «Назад к Богу», но Вишнуджана весь день пел киртаны. Всякий раз, когда он прерывал пение для того, чтобы распространять журналы, настроение киртана пропадало и распространять журналы было тяжелей. Тогда кришнаиты просили его продолжить киртан и распространение шло намного легче.
Президентом храма в Лос-Анджелесе был Тамала Кришна Даса. Он выступил организатором первых больших киртанов, которые вёл Вишнуджана. Но Тамала Кришна также хотел, чтобы монахи собирали пожертвования для поддержания храма. Вишнуджана никогда этого не делал, посвящая всё своё время пению киртанов. Когда приехал Прабхупада, Тамала Кришна посетовал на то, что Вишнуджана не хочет собирать пожертвования, а хочет только петь. На это Прабхупада улыбнулся и сказал, что Вишнуджана «достиг освобождения просто воспевая». После этого Тамала Кришна отказался от попыток убедить Вишнуджану собирать пожертвования.
Вишнуджана пел по восемь, а иногда больше, часов в день на улице и в храме. Он вдохновил множество людей принять гаудия-вайшнавизм, часто просто благодаря воспеванию имён Кришны. Однажды, когда Свами Прабхупада услышал в храме Лос-Анджелеса пение Вишнуджаны, он сказал, что слушая его голос он чувствует себя как на Вайкунтхе.
Каждое утро по воскресеньям Вишнуджана вёл группу кришнаитов в Гриффит-Парк в Лос-Анджелесе. Кроме мриданги, он обычно брал с собой кукол. В парке пение собирало много народа. Вишнуджана танцевал и пел, приглашая всех включиться в киртан. Сотни людей собирались, чтобы посмотреть на поющих и танцующих кришнаитов. После выступления Вишнуджана выносил кукол и разыгрывал небольшой спектакль о жизни и деяниях Кришны.

### Принятиесанньясы
20 июля 1970 года Вишнуджана Даса в возрасте двадцати двух лет получил посвящение в санньясу, отречённый уклад жизни и принял титул «свами». С этого времени новый монах-санньяси начал много путешествовать и активно проповедовать. Он посетил Бостон, Нью-Йорк, Детройт, Майами и другие города США. Вишнуджана Свами проводил программы в университетах, киртаны в центрах крупных американских городов и в парках. В этот период он также основал ряд кришнаитских храмов и центров.

### «Путешествующая группа санкиртаны Радхи-Дамодары»
В августе 1971 года Вишнуджана Свами провёл очень успешную программу для заключённых тюрьмы округа Бексар вблизи Сан-Антонио, Техас. Там же молодой санньяси нашёл новый способ проповеди гаудия-вайшнавизма, приспособив под передвижной храм старый автобус.
В январе 1972 года Вишнуджана Свами с группой кришнаитов начал проповедовать по всем США, разъезжая на автобусе с божествами Шри Шри Радхи-Дамодары. Эта группа кришнаитов объехала всю страну, проповедуя и воспевая имена Кришны и стала известна как «Путешествующая группа санкиртаны Радхи-Дамодары». Таким образом, кришнаиты с Вишнуджаной Свами путешествовали по городам, паркам, колледжам, школам и фестивалям в США, организовывая духовные фестивали, распространяя вайшнавские книги и журналы «Назад к Богу». В результате проповеди группы Радха-Дамодары к Движению сознания Кришны присоединилось много новых последователей. Разрослась и сама группа путешествующей санкиртаны. Вишнуджана Свами был очень привязан к божествам Шри Шри Радхи-Дамодары и с большой любовью и преданностью служил им.
У Вишнуджаны Свами была прекрасная дикция и он отличался большим красноречием. Параллельно с проповедью в университетах Вишнуджана Свами начал проповедовать на ярмарках, регулярно проводимых в разных штатах.
В конце 1974 года Тамала Кришна Госвами приехал из Индии и присоединился к своему старому другу. После этого, постепенно группа «Радхи-Дамодары» расширилась с одного автобуса до дюжины.

### Паломничество в Индию и исчезновение
В марте 1974 года Вишнуджана Свами впервые отправился на паломничество в Индию. Он посетил Калькутту и Майяпур. Оттуда он отправился в путешествие на лодке по священной реке Ганге. Путешествие продолжалось сорок дней, с остановками во множестве мест паломничества. В Калькутте Вишнуджана Свами собрал большое количество индийских музыкальных инструментов и привёз их в США.
В марте 1976 года кришнаиты отправились на самолёте Боинг 747 через Америку в Индию на ежегодное весеннее паломничество Навадвипа-мандала парикраму и фестиваль Гаура-пурнимы. Вишнуджана Свами вёл мангала-арати по двухсторонней связи, пока летел над Атлантическим океаном. Когда самолёт попал в турбулентные потоки, кришнаиты запели молитвы, прося защиты у Нарасимхи.
Во время фестиваля Гаура-пурнимы в Индии Вишнуджана Свами таинственным образом исчез. Считается, что он утопился в Тривени в Аллахабаде во искупление нарушенного обета санньяси.

## Дискография
| Year | Cover | Title                              | Label                    |
| 1995 |       | Vishnujana Swami — Bhajans         | Bhaktivedanta Book Trust |
| 1995 |       | Vishnujana Swami — Kirtans         | Bhaktivedanta Book Trust |
| 2005 |       | Vishnujana Swami Vintage-Recording | SecretJeevas             |